# Neuroleon laglaizinus
Neuroleon laglaizinus är en insektsart som först beskrevs av Navás 1914.  Neuroleon laglaizinus ingår i släktet Neuroleon och familjen myrlejonsländor. Inga underarter finns listade i Catalogue of Life.